# Dolichoderus bidens
Dolichoderus bidens is een mierensoort uit de onderfamilie Dolichoderinae. De wetenschappelijke naam is gepubliceerd in 1758 door Linnaeus in de tiende editie van Systema naturae.